# جوزفين ويلسون
جوزفين ويلسون (بالإنجليزية: Josephine Wilson) (و. 1966  م) هي روائية، وأستاذة جامعية، وكاتبة مسرحية، من أستراليا، ولدت في إنجلترا.

## التعليم
تعلمت في جامعة ويسترن أستراليا، وجامعة كوينزلاند.

## مناصب وهيئات
أدارت جامعة كيرتن.

## جوائز
حصلت على جوائز منها:
- جائزة مايلز فرانكلين، عن عمل: Extinctions ‏ (2017).